# Трандафил, Мария
Мария Трандафил (25 декабря 1816, Нови-Сад — 14 октября 1883, там же) была известной сербской благотворительницей, которую иногда называли «самой большой сербской благотворительницей». Она была награждена орденом Красного креста. Помимо всего прочего, построила здание детского дома, в котором сегодня располагается библиотека «Матица српска» (с 1927 года).

## Биография
Мария Попович родилась в Нови-Саде в 1816 году, в знатной скорняжной семье греческого происхождения. Об её обучении известно немногое. Известно только, что она умела писать и читала немецкую литературу. Вышла замуж за Йована Трандафила, греческого торговца мехами из Трансильвании, который после женитьбы получил право жить в Нови-Саде и статус свободного гражданина города. Супруги купили дом на главной улице. Торговля шла очень успешно, и они быстро увеличили свой капитал.
Так как братья и родители Марии рано умерли, всю собственность семьи по завещанию передали ей. После смерти Йована Трандафила Мария вернулась в свой родной дом, где впоследствии и умерла в 1883 году. Мария и Йован Трандафил похоронены в Нови-Саде. Всё своё имущество Мария завещала Сербской Православной церкви и Матице сербской.

## Благотворительная работа
Заработанные деньги Мария и Йован Трандафил вкладывали в покупку дома, а также тратили их на благотворительность. Около 476 гектаров земли были пожертвованы для образования бедных одарённых детей. Часть имущества была пожертвована для больниц в городах Нови-Сад, Сомбор и Осиек, на восстановление Николаевской церкви в Нови-Саде, иконостаса Успенской церкви, а также армяно-католической церкви. Мраморный крест, который сейчас находится в кафедральном соборе Нови-Сада, был сделан по заказу Марии Трандафил. Во время Первой сербско-турецкой войны (1876 год) она была председателем комитета для сбора помощи раненным.
Она основала заведение для сербских православных сирот под управлением «Матицы сербской» и финансово помогла строительству. Здание было завершено в 1912 году, и тогда в этом здании разместился городской читальный зал.
После смерти Марии Трандафил в её доме «Код иконе» открыли знаменитую аптеку «У спасителя», а с 1913 года здесь работала Поповичева аптека, которая была национализирована в середине XX века.